# Dobrakovo
Dobrakovo (cyr. Добраково) – wieś w Czarnogórze, w gminie Bijelo Polje. W 2011 roku liczyła 335 mieszkańców.